# Liste des comtesses et duchesses de Guise
Cet article présente la liste des dames, comtesses et duchesses de Guise, par mariage ou de plein droit.

## Première maison de Guise (?-1185)
| Nom                             | Époux                                                    | Titres                                                                | Famille |
| ------------------------------- | -------------------------------------------------------- | --------------------------------------------------------------------- | --- |
| Ada de Roucy                    | - Godefroy de Guise - Gaultier d'Ath - Thierry d'Avesnes | - Dame de Guise - Dame d'Ath - Dame d'Avesnes (?-1105)                | - Princesse de la Maison de Montdidier-Roucy. Fille d'Hilduin IV de Montdidier et d'Alix de Roucy. - Mère de Guy de Guise.                                  |
| Adeline Machanie de Montmorency | - Guy de Guise                                           | - Dame de Guise                                                       | - Princesse de la Maison de Montmorency. Fille de Bouchard IV de Montmorency et d'Agnès de Beaumont. - Mère de Bouchard II de Guise.                        |
| Adélaïde de Soupir              | - Bouchard II de Guise                                   | - Dame de Guise                                                       | - Mère d'Adeline de Guise. |
| Adeline de Guise                | - Jacques Ier d'Avesnes (mariage en 1160)                | - Dame de Guise (de plein droit, 1159-1185) - Dame d'Avesnes (1171-?) | - Princesse de la Première Maison de Guise. Fille de Bouchard II de Guise et d'Adélaïde de Soupir. - Mère de Gautier II d'Avesnes et de Bouchard d'Avesnes. |

## Maison d'Avesnes (1185-1244)
| Portrait | Nom (dates)                     | Époux | Titres | Famille |
| -------- | ------------------------------- | --- | --- | --- |
|          | Marguerite de Blois (1170-1230) | - Hugues III d'Oisy (mariage en 1183) - Otton Ier de Bourgogne (mariage en 1190) - Gautier II d'Avesnes (mariage en 1200) | - Dame d'Oisy (1183-1189) - Comtesse de Bourgogne (1190-1200) - Dame d'Avesnes et de Guise (1200-1230) - Comtesse de Blois et de Châteaudun (de plein droit, 1218-1230) | - Princesse de la Maison de Blois. Fille de Thibaut V de Blois et d'Alix de France. - Mère de Jeanne Ire de Bourgogne, de Béatrice II de Bourgogne et de Marie d'Avesnes. |

## Maison de Châtillon (1244-1360)
Jean Ier de Blois-Châtillon est le fils de Marie d'Avesnes, morte avant son père en 1241. C'est donc lui qui recueille la succession de son grand-père maternel en 1244.
| Portrait | Nom (dates)                           | Époux                                           | Titres | Famille | Armoiries |
| -------- | ------------------------------------- | ----------------------------------------------- | --- | --- | --------- |
|          | Alix de Bretagne (1243-1288)          | - Jean Ier de Blois-Châtillon (mariage en 1254) | - Comtesse de Blois, de Chartres et de Châteaudun, dame d'Avesnes et de Guise (1254-1280) | - Princesse de la Maison capétienne de Dreux. Fille de Jean Ier de Bretagne et de Blanche de Navarre. - Mère de Jeanne de Blois-Châtillon.                                     |           |
|          | Jeanne de Blois-Châtillon (1253-1291) | - Pierre Ier d'Alençon (mariage en 1272)        | - Comtesse d'Alençon (1272-1283) - Comtesse de Blois et de Dunois, dame de Guise (de plein droit, 1280-1291) - Comtesse de Chartres (de plein droit, 1280-1286)                              | - Princesse de la Maison de Châtillon. Fille de Jean Ier de Blois-Châtillon et d'Alix de Bretagne.                                                                             |           |
|          | Béatrice de Flandre (1270-1307)       | - Hugues II de Châtillon (mariage en 1287)      | - Comtesse de Saint-Pol (1289-1292) - Comtesse de Blois et dame de Guise (1292-1307) | - Princesse de la Maison de Dampierre. Fille de Gui de Dampierre et d'Isabelle de Luxembourg. - Mère de Guy Ier de Blois-Châtillon.                                            |           |
|          | Marguerite de Valois (1295-1342)      | - Guy Ier de Blois-Châtillon (mariage en 1310)  | - Comtesse de Blois et dame de Guise (1310-1342) | - Princesse de la Maison de Valois. Fille de Charles de Valois et de Marguerite d'Anjou. - Mère de Louis Ier de Blois-Châtillon, de Charles de Blois et de Marie de Châtillon. |           |
|          | Jeanne de Penthièvre (1319-1384)      | - Charles de Blois (mariage en 1337)            | - Comtesse de Penthièvre, vicomtesse de Limoges et baronne de Mayenne (de plein droit, 1331-1384) - Prétendante au duché de Bretagne (de plein droit, 1341-1365) - Dame de Guise (1342-1360) | - Princesse de la Maison capétienne de Dreux. Fille de Guy de Penthièvre et de Jeanne d'Avaugour. - Mère de Marie de Blois et de Jean Ier de Châtillon.                        |           |

## Maison de Valois-Anjou (1360-1425)
| Portrait | Nom (dates)                          | Époux | Titres | Famille | Armoiries |
| -------- | ------------------------------------ | --- | --- | --- | --------- |
|          | Marie de Blois (1345-1404)           | - Louis Ier d'Anjou (mariage en 1360)                                                                                      | - Dame de Guise (de plein droit, 1360-1404) - Duchesse d'Anjou et de Touraine, comtesse du Maine (1360-1384) - Duchesse de Calabre (1380-1382) - Reine de Naples et comtesse de Provence (1382-1384)                                    | - Princesse de la Maison de Blois. Fille de Charles de Blois et de Jeanne de Penthièvre. - Mère de Louis II d'Anjou.                                                                                          |           |
|          | Yolande d'Aragon (1380-1442)         | - Louis II d'Anjou (mariage en 1400)                                                                                       | - Reine de Naples, duchesse d'Anjou et de Touraine, comtesse du Maine et de Provence (1400-1417) - Dame de Guise (1404-1417) | - Princesse de la Maison de Barcelone. Fille de Jean Ier d'Aragon et de Yolande de Bar. - Mère de Louis III d'Anjou, de Marie d'Anjou, de René d'Anjou, de Yolande d'Anjou et de Charles IV du Maine.         |           |
|          | Marguerite de Savoie (1420-1479)     | - Louis III d'Anjou (mariage en 1431) - Louis IV du Palatinat (mariage en 1445) - Ulrich V de Wurtemberg (mariage en 1453) | - Reine de Naples, duchesse d'Anjou, comtesse du Maine, de Provence et de Guise (1431-1434) - Duchesse de Calabre (1432-1434) - Électrice palatine (1445-1449) - Comtesse de Wurtemberg (1453-1479)                                     | - Princesse de la Maison de Savoie. Fille d'Amédée VIII de Savoie et de Marie de Bourgogne. - Mère de Philippe Ier du Palatinat.                                                                              |           |
|          | Isabelle Ire de Lorraine (1400-1453) | - René d'Anjou (mariage en 1420)                                                                                           | - Comtesse de Guise (1420-1425) - Duchesse de Bar (1430-1453) - Duchesse de Lorraine (de plein droit, 1431-1453) - Duchesse de Calabre (1434-1435) - Duchesse d'Anjou et comtesse de Provence (1434-1453) - Reine de Naples (1435-1442) | - Princesse de la Maison de Lorraine. Fille de Charles II de Lorraine et de Marguerite de Wittelsbach. - Mère de Jean II de Lorraine, de Louis d'Anjou-Commercy, de Yolande d'Anjou et de Marguerite d'Anjou. |           |

## Maison de Luxembourg (1425-1444)
La maison de Luxembourg tirent ses prétentions sur la terre de Guise de la Maison de Châtillon-Saint-Pol. Jean II de Luxembourg-Ligny revendiqua la possession de ce fief, dont l'importance stratégique augmentait en raison de l'unification des Pays-Bas par les ducs de Bourgogne. Il se fit confirmer ses droits par le duc de Bedford, régent de France au nom de son neveu Henri VI, et prit le château en 1425.
| Nom                           | Époux                                                                               | Titres | Famille |
| ----------------------------- | ----------------------------------------------------------------------------------- | --- | --- |
| Jeanne de Béthune (1397-1450) | - Robert de Marle (mariage en 1409) - Jean II de Luxembourg-Ligny (mariage en 1418) | - Dame (1409-1413), puis comtesse de Marle (1413-1415) - Comtesse de Soissons (1412-1415) - Vicomtesse de Meaux (de plein droit, 1408-1450) - Comtesse de Guise (1425-1441) - Comtesse de Ligny (1430-1441)                                           | - Princesse de la Maison de Béthune. Fille de Robert VIII de Béthune et d'Isabelle de Ghistelles. - Mère de Jeanne de de Marle.                                                                                              |
| Jeanne de Marle (1415-1462)   | - Louis de Luxembourg-Saint-Pol (mariage en 1435)                                   | - Comtesse de Marle et de Soissons (de plein droit, 1415-1462) - Comtesse de Saint-Pol et de Conversano, dame d'Enghien (1435-1462) - Comtesse de Ligny (1441-1462) - Comtesse de Guise (1441-1444) - Vicomtesse de Meaux (de plein droit, 1450-1462) | - Princesse de la Maison de Scarpone. Fille de Robert de Marle et de Jeanne de Béthune. - Mère de Jean de Luxembourg-Soissons, de Pierre II de Luxembourg-Saint-Pol, d'Antoine de Luxembourg et de Jacqueline de Luxembourg. |

## Maison de Valois-Anjou (1444-1481)
Charles IV du Maine, frère de René d'Anjou, réclame Guise en 1440 et épouse en 1443 Isabelle de Luxembourg-Saint-Pol, sœur de Louis de Luxembourg-Saint-Pol. Finalement le roi Charles VII lui attribue Guise, mais la Maison de Lorraine, descendant de René, revendiqua Guise à leur tour.
| Nom (dates)                               | Époux                                   | Titres                                                          | Famille |
| ----------------------------------------- | --------------------------------------- | --------------------------------------------------------------- | --- |
| Isabelle de Luxembourg-Saint-Pol (?-1472) | - Charles IV du Maine (mariage en 1443) | - Comtesse du Maine (1443-1472) - Comtesse de Guise (1444-1472) | - Princesse de la Maison de Luxembourg. Fille de Pierre Ier de Luxembourg-Saint-Pol et de Marguerite des Baux. - Mère de Louise d'Anjou et de Charles V d'Anjou. |
| Jeanne de Lorraine (1458-1480)            | - Charles V d'Anjou (mariage en 1474)   | - Comtesse du Maine et de Guise (1474-1480)                     | - Princesse de la Maison de Lorraine. Fille de Ferry II de Vaudémont et de Yolande d'Anjou.                                                                      |

## Maison de Valois (1481-1483)
Louis XI, héritier de Charles V d'Anjou dont il était le cousin germain par sa mère, conserva la terre de Guise jusqu'à son décès.
| Portrait | Nom (dates)                     | Époux                                  | Titres | Famille | Armoiries |
| -------- | ------------------------------- | -------------------------------------- | --- | --- | --------- |
|          | Charlotte de Savoie (1440-1483) | - Louis XI de France (mariage en 1451) | - Dauphine de France (1451-1461) - Reine de France (1461-1483) - Duchesse titulaire de Luxembourg (1461) - Comtesse de Guise (1481-1483) | - Princesse de la Maison de Savoie. Fille de Louis Ier de Savoie et d'Anne de Lusignan. - Mère d'Anne de France, de Jeanne de France, de François de France et de Charles VIII de France. |           |

## Maison d'Armagnac (1483-1504)
Peu après son avènement, Charles VIII fit cession du comté de Guise à Louis d'Armagnac, neveu de Charles V d'Anjou. À sa mort en 1503, le comté revient à sa sœur Marguerite d'Armagnac, mariée à Pierre de Rohan-Gié, qui le transmit à sa sœur Charlotte d'Armagnac, mariée à Charles de Rohan-Gié.
| Nom (dates)                    | Époux                                    | Titres                                                            | Famille                                                                                |
| ------------------------------ | ---------------------------------------- | ----------------------------------------------------------------- | -------------------------------------------------------------------------------------- |
| Marguerite d'Armagnac (?-1503) | - Pierre de Rohan-Gié                    | - Dame de Gié (?-1503) - Comtesse de Guise (de plein droit, 1503) | - Princesse de la Maison d'Armagnac. Fille de Jacques d'Armagnac et de Louise d'Anjou. |
| Charlotte d'Armagnac (?-1504)  | - Charles de Rohan-Gié (mariage en 1504) | - Comtesse de Guise (de plein droit, 1503-1504)                   | - Princesse de la Maison d'Armagnac. Fille de Jacques d'Armagnac et de Louise d'Anjou. |

## Maison de Guise (1520-1688)
René II de Lorraine, fils de Yolande d'Anjou et ainsi petit-fils de René d'Anjou, fait valoir ses droits sur Guise à la mort de son grand-père en 1480 ; un procès l'oppose alors à Charles de Rohan-Gié. Il meurt en 1508, léguant toutes ses possessions françaises à son second fils Claude. Celui-ci accompagne François Ier à Marignan, et se voit accorder en 1520 le comté de Guise par le Parlement de Paris. Le roi érige la terre de Guise en duché-pairie en 1528.
| Portrait | Nom (dates)                                | Époux                                                                               | Titres | Famille | Armoiries |
| -------- | ------------------------------------------ | ----------------------------------------------------------------------------------- | --- | --- | --------- |
|          | Antoinette de Bourbon (1493-1583)          | - Claude de Lorraine (mariage en 1513)                                              | - Baronne d'Elbeuf et dame de Joinville (1513-1550) - Baronne (1513-1544) puis marquise (1544-1550) de Mayenne - Comtesse (1513-1547) puis duchesse (1547-1550) d'Aumale - Comtesse (1520-1528) puis duchesse (1528-1550) de Guise - Baronne de Lambesc (1525-1550) | - Princesse de la Maison de Bourbon-Vendôme. Fille de François de Bourbon-Vendôme et de Marie de Luxembourg. - Mère de Marie de Guise, de François de Guise, de Charles de Lorraine, de Claude II d'Aumale, de Louis de Lorraine et de René II d'Elbeuf.      |           |
|          | Anne d'Este (1531-1607)                    | - François de Guise (mariage en 1548) - Jacques de Savoie-Nemours (mariage en 1566) | - Duchesse de Guise, princesse de Joinville, marquise de Mayenne et baronne de Lambesc (1550-1563) - Duchesse de Nemours et de Genevois (1566-1585) | - Princesse de la Maison d'Este. Fille d'Hercule II d'Este et de Renée de France. - Mère d'Henri Ier de Guise, de Catherine de Lorraine, de Charles de Mayenne, de Louis de Lorraine, de Charles-Emmanuel de Savoie-Nemours et d'Henri Ier de Savoie-Nemours. |           |
|          | Catherine de Clèves (1548-1633)            | - Antoine de Croy (mariage en 1560) - Henri Ier de Guise (mariage en 1570)          | - Princesse de Porcien (1560-1567) - Comtesse d'Eu et princesse de Château-Renault (de plein droit, 1560-1633) - Duchesse de Guise, princesse de Joinville et baronne de Lambesc (1570-1588) | - Princesse de la Maison de La Marck. Fille de François Ier de Nevers et de Marguerite de Bourbon-Vendôme. - Mère de Charles Ier de Guise, de Louis de Lorraine, de Claude de Lorraine et de Louise-Marguerite de Lorraine.                                   |           |
|          | Henriette-Catherine de Joyeuse (1585-1656) | - Henri de Montpensier (mariage en 1597) - Charles Ier de Guise (mariage en 1611)   | - Duchesse de Montpensier, de Saint-Fargeau et de Châtellerault, dauphine d'Auvergne, princesse de Dombes et de La Roche-sur-Yon, marquise de Mézières, comtesse de Mortain et de Bar-sur-Seine, dame de Beaujeu et de Mareuil (1597-1608) - Duchesse de Joyeuse (de plein droit, 1608-1647) - Duchesse de Guise, princesse de Joinville, comtesse d'Eu et baronne de Lambesc (1611-1640) | - Princesse de la Maison de Joyeuse. Fille d'Henri de Joyeuse et de Catherine Nogaret de la Valette. - Mère de Marie de Bourbon-Montpensier, d'Henri II de Guise, de Marie de Guise, de Louis de Guise-Joyeuse et de Roger de Lorraine.                       |           |
|          | Élisabeth-Marguerite d'Orléans (1646-1696) | - Louis-Joseph de Guise (mariage en 1667)                                           | - Duchesse de Guise et de Joyeuse, princesse de Joinville et baronne de Lambesc (1667-1671) | - Princesse de la Troisième maison d'Orléans. Fille de Gaston de France et de Marguerite de Lorraine. - Mère de François-Joseph de Guise. |           |
|          | Marie de Guise (1615-1688)                 |                                                                                     | - Duchesse de Guise et de Joyeuse, princesse de Joinville et baronne de Lambesc (de plein droit, 1675-1688) | - Princesse de la Maison de Guise. Fille de Charles Ier de Guise et d'Henriette-Catherine de Joyeuse. |           |

À la mort de Marie de Guise et par l'extinction dans les mâles de la branche aînée de la maison de Guise, le titre de duc de Guise revient à la Couronne, qui le confère à Henri-Jules de Bourbon-Condé, époux d'Anne de Bavière, cousine au septième degré par les Clèves de Marie de Guise et l'une de ses héritières. Il se transmet ensuite dans leur descendance jusqu'à la Révolution.

## Maison de Bourbon-Condé (1688-1830)
| Portrait | Nom (dates)                                        | Époux                                                                                        | Titres | Famille | Armoiries |
| -------- | -------------------------------------------------- | -------------------------------------------------------------------------------------------- | --- | --- | --------- |
|          | Anne de Bavière (1648-1723)                        | - Henri-Jules de Bourbon-Condé (mariage en 1663)                                             | - Duchesse d'Enghien (1663-1686) - Princesse de Condé, duchesse de Bellegarde, de Châteauroux et de Montmorency, comtesse de Sancerre et de Charolais, dame de Chantilly (1686-1709) - Duchesse de Guise (1688-1709) - Princesse d'Arches (de plein droit, 1708-1723) - Comtesse de Dreux (de plein droit, 1718-1723) | - Princesse de la Maison de Wittelsbach. Fille d’Édouard de Palatinat et d'Anne de Gonzague de Clèves. - Mère de Marie-Thérèse de Bourbon-Condé, de Louis III de Bourbon-Condé, d'Anne-Marie de Bourbon-Condé, de Louise-Bénédicte de Bourbon-Condé et de Marie-Anne de Bourbon-Condé. |           |
|          | Louise-Françoise de Bourbon (1673-1743)            | - Louis III de Bourbon-Condé (mariage en 1685)                                               | - Duchesse de Bourbon (1685-1709) - Duchesse de Montmorency (1685-1689) - Duchesse d'Enghien (1689-1709) - Princesse de Condé, duchesse de Bellegarde, de Châteauroux et de Guise, comtesse de Sancerre et de Charolais, dame de Chantilly (1709-1710)                                                                | - Princesse de la Maison de Bourbon. Fille légitimée de Louis XIV de France et de Madame de Montespan. - Mère de Marie-Gabrielle-Éléonore de Bourbon-Condé, de Louis IV Henri de Bourbon-Condé, de Louise-Élisabeth de Bourbon-Condé, de Louise-Anne de Bourbon-Condé, de Marie-Anne de Bourbon-Condé, de Charles de Bourbon-Condé, d'Henriette-Louise de Bourbon-Condé, d'Élisabeth-Alexandrine de Bourbon-Condé et de Louis de Bourbon-Condé. |           |
|          | Marie-Anne de Bourbon-Conti (1689-1720)            | - Louis IV Henri de Bourbon-Condé (mariage en 1713)                                          | - Princesse de Condé, duchesse de Bellegarde, de Châteauroux et de Guise, comtesse de Sancerre et de Charolais, dame de Chantilly (1713-1720) | - Princesse de la Maison de Conti. Fille de François-Louis de Bourbon-Conti et de Marie-Thérèse de Bourbon-Condé. |           |
|          | Caroline de Hesse-Rheinfels-Rotembourg (1714-1741) | - Louis IV Henri de Bourbon-Condé (mariage en 1728)                                          | - Princesse de Condé, duchesse de Bellegarde, de Châteauroux et de Guise, comtesse de Sancerre et de Charolais, dame de Chantilly (1728-1740) | - Princesse de la Maison de Hesse. Fille d’Ernest-Léopold de Hesse-Rheinfels-Rotembourg et d'Éléonore de Lowenstein-Wertheim. - Mère de Louis V Joseph de Bourbon-Condé. |           |
|          | Charlotte de Rohan (1737-1760)                     | - Louis V Joseph de Bourbon-Condé (mariage en 1753)                                          | - Princesse de Condé, duchesse de Bellegarde, de Châteauroux et de Guise, comtesse de Sancerre et de Charolais, dame de Chantilly (1753-1760) | - Princesse de la Maison de Rohan. Fille de Charles de Rohan-Soubise et d'Anne-Marie-Louise de La Tour d'Auvergne. - Mère de Louis VI Henri de Bourbon-Condé et de Louise-Adélaïde de Bourbon-Condé. |           |
|          | Marie-Catherine Brignole (1737-1813)               | - Honoré III de Monaco (mariage en 1757) - Louis V Joseph de Bourbon-Condé (mariage en 1798) | - Princesse de Monaco et duchesse de Valentinois (1757-1771) - Princesse de Condé, duchesse de Bellegarde, de Châteauroux et de Guise, comtesse de Sancerre et de Charolais, dame de Chantilly (1798-1813) | - Princesse de la Maison Brignole. Fille de Giuseppe Brignole et d'Anne Balbi. - Mère d'Honoré IV de Monaco et de Joseph de Monaco. |           |
|          | Bathilde d’Orléans (1750-1822)                     | - Louis VI Henri de Bourbon-Condé (mariage en 1770)                                          | - Duchesse d'Enghien (1770-1772) - Duchesse de Bourbon (1772-1818) - Princesse de Condé, duchesse de Bellegarde, de Châteauroux et de Guise, comtesse de Sancerre et de Charolais, dame de Chantilly (1818-1822) | - Princesse de la Quatrième maison d’Orléans. Fille de Louis-Philippe II d’Orléans et de Louise-Henriette de Bourbon-Conti. - Mère de Louis-Antoine de Bourbon-Condé. |           |

À la mort de Louis VI Henri de Bourbon-Condé, ses biens passent par testament à son petit neveu, Henri d'Orléans, duc d'Aumale, fils du roi des Français Louis-Philippe Ier. Ses héritiers considèrent qu'ils peuvent user des différents titres de la maison de Condé, y compris celui de « duc de Guise ».

## Quatrième maison d'Orléans (1830-)
| Portrait | Nom (dates)                    | Époux                              | Titres                                                                                           | Famille | Armoiries |
| -------- | ------------------------------ | ---------------------------------- | ------------------------------------------------------------------------------------------------ | --- | --------- |
|          | Isabelle d'Orléans (1878-1961) | - Jean d'Orléans (mariage en 1899) | - Duchesse de Guise (1899-1940) - Épouse du prétendant orléaniste au trône de France (1926-1940) | - Princesse de la Quatrième maison d’Orléans. Fille de Philippe d'Orléans et de Marie-Isabelle d'Orléans. - Mère d'Isabelle d'Orléans, de Françoise d'Orléans, d'Anne d'Orléans et d'Henri d'Orléans. |           |